# Matthis Riou
Matthis Riou (Lannion, 19 gennaio 2001) è un calciatore francese, difensore del RAAL La Louvière.

## Caratteristiche tecniche
È un difensore centrale.

## Carriera
È cresciuto nel settore giovanile del Guingamp, con cui ha firmato il primo contratto professionistico il 4 giugno 2021. Ha debuttato in prima squadra il 14 agosto seguente nell'incontro di Ligue 2 perso 2-0 contro l'Amiens.
Il 14 gennaio 2025 ha segnato il suo primo gol in carriera nella partita di Coppa di Francia vinta ai rigori contro il Sochaux dopo il 2-2 nei tempi regolamentari.
Nell'estate del 2025 si è trasferito nella prima divisione belga al RAAL La Louvière.

## Statistiche

### Presenze e reti nei club
Statistiche aggiornate al 14 febbraio 2025
| Stagione        | Squadra         | Campionato      | Campionato | Campionato | Coppe nazionali | Coppe nazionali | Coppe nazionali | Coppe continentali | Coppe continentali | Coppe continentali | Altre coppe | Altre coppe | Altre coppe | Totale | Totale | Totale |
| Stagione        | Squadra         | Comp            | Pres       | Reti       | Comp            | Pres            | Reti            | Comp               | Pres               | Reti               | Comp        | Pres        | Reti        | Pres   | Reti   |        |
| --------------- | --------------- | --------------- | ---------- | ---------- | --------------- | --------------- | --------------- | ------------------ | ------------------ | ------------------ | ----------- | ----------- | ----------- | ------ | ------ | ------ |
| 2020-2021       | Guingamp 2      | N2              | 8          | 0          | -               | -               | -               | -                  | -                  | -                  | -           | -           | -           | 8      | 0      |        |
| 2021-2022       | Guingamp 2      | N2              | 8          | 0          | -               | -               | -               | -                  | -                  | -                  | -           | -           | -           | 8      | 0      |        |
| 2022-2023       | Guingamp 2      | N2              | 2          | 0          | -               | -               | -               | -                  | -                  | -                  | -           | -           | -           | 2      | 0      |        |
| 2023-2024       | Guingamp 2      | N2              | 5          | 0          | -               | -               | -               | -                  | -                  | -                  | -           | -           | -           | 5      | 0      |        |
| 2021-2022       | Guingamp        | L2              | 17         | 0          | CF              | 1               | 0               | -                  | -                  | -                  | -           | -           | -           | 18     | 0      |        |
| 2022-2023       | Guingamp        | L2              | 19         | 0          | CF              | 0               | 0               | -                  | -                  | -                  | -           | -           | -           | 19     | 0      |        |
| 2023-2024       | Guingamp        | L2              | 12         | 0          | CF              | 3               | 0               | -                  | -                  | -                  | -           | -           | -           | 15     | 0      |        |
| 2024-2025       | Guingamp        | L2              | 20         | 0          | CF              | 5               | 1               | -                  | -                  | -                  | -           | -           | -           | 25     | 1      |        |
| Totale carriera | Totale carriera | Totale carriera | 91         | 6          |                 | 9               | 1               |                    | -                  | -                  |             | -           | -           | 100    | 7      |        |